# 釉木淑乃
釉木 淑乃（ゆうき よしの、1955年10月3日 - 2008年4月14日）は、日本の小説家。露文タイピスト。本名、長倉淑乃。埼玉県志木市生まれ。

## 経歴
青山学院中等部・高等部卒業。ミール・ロシア語研究所でロシア語を学ぶ。科学技術翻訳会社で露文タイピストとして働く傍ら、ツアーの添乗にも従事する。1991年、「予感」で第15回すばる文学賞を受賞し、小説家デビューを果たす。兄は、小説家の永倉万治。2008年4月14日、膵臓癌のため急逝する。

## 作品リスト

### 小説
- 『予感』（1992年1月 集英社）
- 『カーニバル』（1992年10月 集英社）
- 『リフレイン』（1994年2月 講談社）
- 『ケンタウロス座』（1995年6月 集英社）
- 『帰ってきた黄金バット』（2006年9月 集英社）